# Horsfieldia ampliformis
Espèce
Statut de conservation UICN

 VU  : Vulnérable
Horsfieldia ampliformis est une espèce de plantes de la famille des Myristicacées.